# Kasteel van Wimmertingen

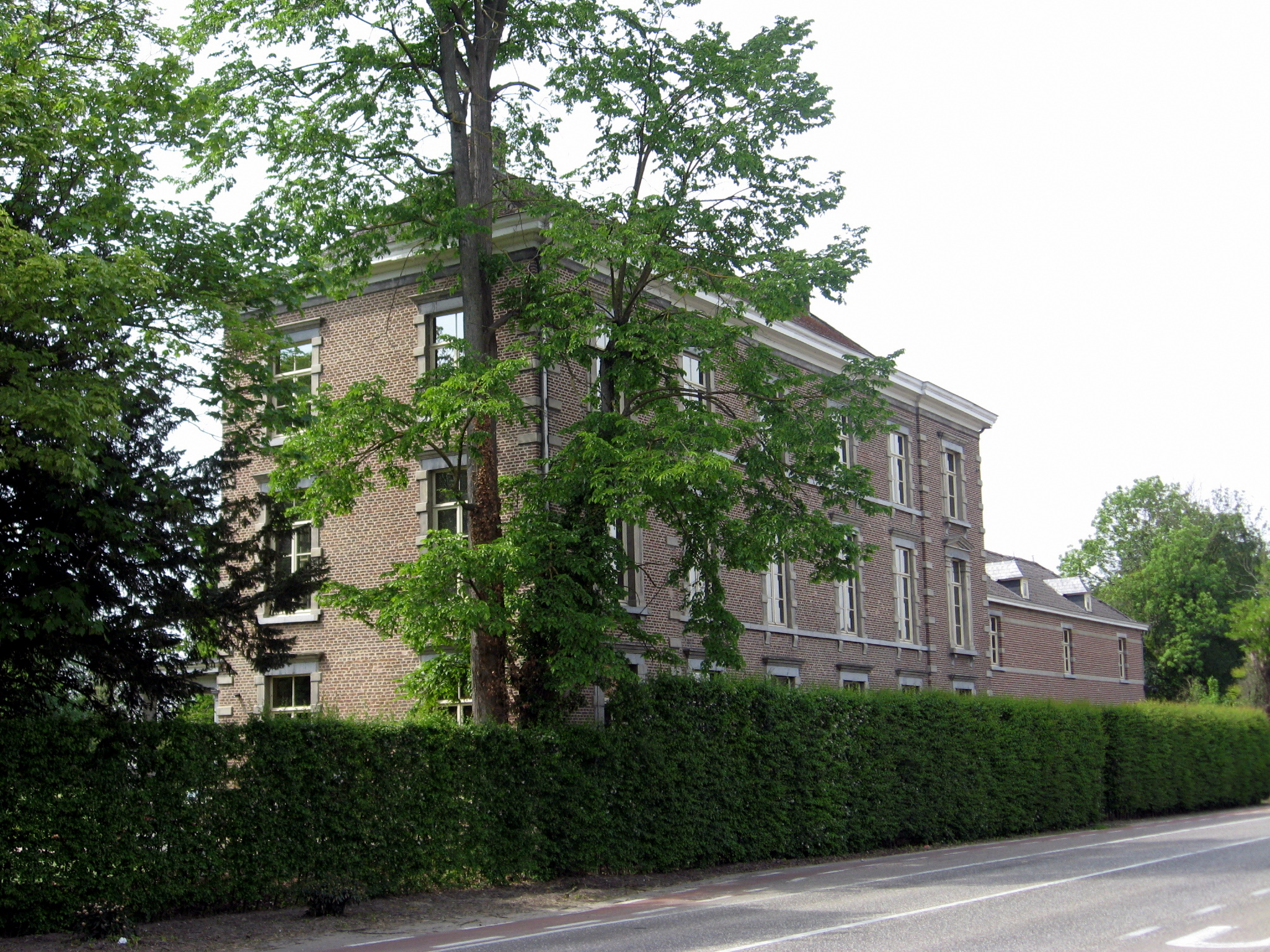
Kasteel van Wimmertingen

Het Kasteel van Wimmertingen (ook: Kasteel de Grady) is een kasteel dat zich bevindt te Wimmertingen, aan Luikersteenweg 741.

## Bewoners
De geschiedenis van het complex gaat terug tot begin 18e eeuw, waar Libert Princen de oudst bekende pachter van de toenmalige kasteelhoeve was. Door huwelijk kwam het aan de familie Van den Borne (1741) en in 1785, door huwelijk, aan Joannes Henricus Eyben, die van 1805-1823 burgemeester van Wimmertingen was. Dochter Anna trouwde in 1820 met Bartholomeus Van den Born, die eveneens burgemeester van Wimmertingen is geweest. Ook in latere tijden woonden er nog kasteelheren en -vrouwen die het burgemeesterschap van Wimmertingen op zich hebben genomen, zoals Inès de Grady de la Neuville, die burgemeester bleef tot aan de fusie met Hasselt in 1977. Zij stierf in 1998, waarna het kasteel werd verkocht.

## Gebouw
Oorspronkelijk stond hier een vierkantshoeve, maar het was bewoner baron Julien de Cecil die het in 1829 kocht en vanaf 1849 dit verbouwde tot een neoclassicistisch kasteeltje. In 1843 werd reeds een lagere vleugel met hoektoren gebouwd. Het hoofdgebouw, met een kern uit de 2e helft van de 18e eeuw, is in baksteen gebouwd, maar ook kalksteen en arduin zijn erin verwerkt. De tuinmuur is uit 1871 en ook einde 19e eeuw werd er verbouwd en in 1911 werden de voormalige hoevegebouwen gesloopt. In 1914 werden nog een aantal gebouwen omgebouwd tot wagenhuis en paardenstal.
In het hoofdgebouw bevindt zich een renaissanceschouw uit 1667, welke uit de voormalige hoeve afkomstig is.